# Pierre Tucoo-Chala
Pierre Tucoo-Chala (* 20. April 1924 in Bordeaux; † 23. Januar 2015 in Pau) war ein französischer Historiker und Mediävist, Spezialist für die Geschichte der Vizegrafschaft und späteren Provinz Béarn im äußersten Südwesten Frankreichs. Mehrere seiner Veröffentlichungen befassen sich mit dem Grafen Gaston Fébus von Foix. Er lehrte als Professor an der Universität Bordeaux und ab 1971 an der Universität Pau.

## Leben und Werk
Nach dem Studium der Geschichte und Geographie an der Universität Bordeaux bestand Tucoo-Chala 1948 die Agrégation (Staatsprüfung für das höhere Lehramt) im Fach Geschichte und habilitierte sich (Doctorat d’État) 1960 an der Universität Paris (Sorbonne) bei Yves Renouard mit den Schriften Gaston Fébus et la vicomté de Béarn 1343–1391 (Bordeaux 1959, Pau 1981) und L'indépendance du Béarn, des origines à 1620. Commentaire et publication de textes (erschienen u. d. T. La vicomté de Béarn et le problème de sa souveraineté des origines à 1620, Bordeaux 1961, Pau 1981, Monein 2009). Dann war er Professor für mittelalterliche Geschichte an der Universität Bordeaux. Ab 1966 war er Direktor des geisteswissenschaftlichen Kollegs in Pau, das zunächst eine Außenstelle der Universität Bordeaux war und 1971 als Universität Pau und der Adour-Region unabhängig wurde.

## Weitere Schriften (Auswahl)
- Histoire du Béarn (= Que sais-je? 992, ISSN 0768-0066). Presses Universitaires de France, Paris 1962.
- als Herausgeber: Cartulaires de la vallée d’Ossau (= Fuentes para la historia del Pirineo. 7 = Escuela de Estudios Medievales. Textos. 35 = Escuela de Estudios Medievales. Publicaciones de la Sección de Zaragoza. 12, ZDB-ID 583578-1). Escuela de estudios medievales – Instituto de estudios pirenáicos, Saragossa 1970.
- als Herausgeber mit Gunnar Tilander: Gaston Fébus: Livre des oraisons (= Collection Béarn-Adour. 3, ZDB-ID 753056-0). Première édition critique avec traduction. Marrimpouey jeune, Pau 1974, (kritische Ausgabe, zweisprachig).
- Gaston Fébus. Un grand prince d’Occident au XIVe siècle. Marrimpouey, Pau 1976, (Auch: ebenda 1983, ISBN 2-85302-096-7).
- als Herausgeber: Le livre des hommages de Gaston Febus, Comte Foix, Vicomte de Béarn, Marsan et Gabardan. 1343–1391. Cerbuna, Saragossa 1976, ISBN 84-7078-414-5.
- mit Jacques Perot: “Le Livre de la chasse” de Gaston Fébus (= Bulletin de la Société des amis du Château de Pau. Nouvelle Série, 108, ZDB-ID 1255680-4). Société des amis du Château de Pau, Pau 1987.
- Gaston Fébus. Prince des Pyrénées. (1331–1391) Deucalion, Pau 1991, ISBN 2-906483-43-5 (2ème édition augmentée, revue et corrigée. ebenda 1993, ISBN 2-906483-43-5).
- Quand l’islam était aux portes des Pyrénées. De Gaston IV le Croisé à la croisade des Albigeois (XIe – XIIIe siècles) J. et D., Biarritz 1994, ISBN 2-84127-022-X.
- Gaston Febus. Grand prince médiéval. 1331–1391 (= J. et D. poche. 1). J. et D., Biarritz 1996, ISBN 2-84127-090-4.
- Catherine de Bourbon. Une calviniste exemplaire. Atlantica, Biarritz 1997, ISBN 2-8439-4002-8 (Auch: (= Atlantica poche. 2003). Atlantica, Anglet 2003, ISBN 2-84394-591-7).
- als Herausgeber: Alexandre Dumas: Monseigneur Gaston Phoebus. Chronique dans laquelle est racontée l’histoire du familier du sire de Corasse. Avec des extraits des Chroniques de Froissart transcrits en français moderne. Atlantica, Biarritz 2000, ISBN 2-8439-4238-1 (mit Auszügen aus den Chroniques von Jean Froissart, übersetzt aus dem Altfranzösischen).
- Petite histoire du Béarn. (du Moyen Âge au XXe siècle). Princi Néguer u. a., Pau 2000, ISBN 2-905007-85-0.
- Les voyages de monsieur de Malesherbes. Le regard d’un homme exceptionnel sur l’Aquitaine du XVIIIe siècle. Cairn, Pau 2013, ISBN 978-2-35068-291-4 (Chrétien-Guillaume de Lamoignon de Malesherbes).